# Diurnali
Diurnali (Giornali) è il titolo di una presunta cronaca napoletana medievale che sarebbe stata scritta nel XIII secolo da un tale Matteo Spinelli da Giovinazzo, vissuto nel XIII secolo. L'opera è strutturata come una cronaca di fatti storici accaduti dal 1247 al 1268, un periodo arido di fonti dirette, redatta per di più da un autore sincrono che in molti di quegli eventi si presenta come spettatore diretto. Per questo, dopo la prima apparizione nel Cinquecento, i Diurnali hanno avuto una notevole fortuna storiografica, almeno fino a quando, nel 1868, non ne fu smascherata la vera natura. Oggi è universalmente considerata come una falsificazione storica.

## Edizione
Le prime menzioni all'opera appaiono nel Cinquecento: l'erudito Angelo di Costanzo (1507-1591), nel proemio alla sua Istoria del regno di Napoli, afferma di essersi imbattuto nei Notamenti di Matteo da Giovenazzo, da lui indicato come scrittore sincrono per l'epoca da Federico II di Svevia a Carlo II d'Angiò. Nella vicenda della fortuna di quest'opera ebbe un ruolo anche l'erudito Bernardino Tafuri, il quale consegnò una copia della sua edizione della cronaca a Ludovico Antonio Muratori che la inserì tra le opere dei Rerum Italicarum Scriptores.

## Contenuti
L'arco di tempo coperto dalle effemeridi di Matteo Spinelli riguarda gli anni dal 1247 al 1268: più breve di quello affermato da Angelo di Costanzo nel citato proemio alla sua Storia del regno di Napoli, che la diceva estesa fino all'epoca di Carlo II. Questo fece pensare che parte del testo di cui parlava il di Costanzo fosse andato perduto o, in alternativa, che l'erudito cinquecentesco fosse stato indotto in errore.
Si tratta comunque di un'epoca cruciale, in grado di esaltarne l'importanza come fonte primaria per la storia del Regno di Sicilia: i Diurnali si aprivano sugli ultimi anni dell'età di Federico II di Svevia (morto nel 1250), e continuavano facendo luce sulla parabola degli epigoni della dinastia Hohenstaufen: da Corrado, a Manfredi (morto a Benevento nel 1266), fino a Corradino (morto a Tagliacozzo nel 1268). Si poneva inoltre in stretta continuità con la Historia de rebus gestis Frederici II imperatoris, del cosiddetto pseudo-Jamsilla, che andava dal 1210 al 1258
Un altro profilo di estremo interesse dell'opera investiva il versante della storia linguistica italiana: una datazione così precoce ne faceva la prima opera in prosa volgare (e non, come di consueto, in latino) di tutta la storia della letteratura italiana, autorizzando orgogliose rivendicazioni sul (presunto) primato cronologico del napoletano nella genesi della prosa italiana, rispetto alla cronachistica toscana.

## Falsità dell'opera
Sull'autenticità dell'opera si addensarono tuttavia numerosi dubbi, originati in un primo momento dalle inesattezze e incongruenze cronologiche di cui la narrazione è disseminata. Il primo ad azzardare una spiegazione fu Bernardino Tafuri, che volle attribuirle alla negligenza della tradizione amanuense. Con questa stessa consapevolezza, nel 1839, Honoré Théodoric d'Albert, duca di Luynes, tentò di riconciliare le discrepanze osservate riconducendole al diverso computo cronologico vigente nella Puglia dell'epoca, dove l'inizio dell'anno civile era collocato a settembre.
Il tentativo del duca di Luynes non cancellò i sospetti: ne nacque col tempo una notevole diatriba che vide confrontarsi aspramente, su sponde opposte, vari studiosi: Wilhelm Bernhardi (1834-1921) ne dimostrò la falsità in uno scritto del 1868, tradotto in italiano l'anno dopo da Achille Coen. La posizione di Bernhardi fu strenuamente appoggiata da Bartolomeo Capasso in una memoria nel 1871, una posizione su cui sarebbe ritornato ribadendola con una seconda memoria del 1895. Un tenace sostenitore della genuinità dell'opera fu invece un amico e collega del Capasso, lo storico Camillo Minieri Riccio, che si spese in favore dell'autenticità con una serie di memorie e contributi, arrivando perfino a individuare la data di nascita dell'autore, indicandola nel 1231.
La diatriba è oggi considerata definitivamente risolta con l'accettazione universale della inautenticità della cronaca di Matteo Spinelli, ritenuto un falso assemblato con materiale di Flavio Biondo e Giovanni Villani, ad opera, secondo Eduard Fueter, dello stesso Angelo di Costanzo, che non si sarebbe "[limitato] ad adornare retoricamente la narrazione di annalisti medievali, ma si [sarebbe] fabbric[ato] da se stesso gli autori-fonti quando mancavano relazioni minute, seguendo l'esempio di Annio di Viterbo". L'attribuzione del falso ad Angelo di Costanzo è invece rigettata da Benedetto Croce.